# 斯科特·加拉切
斯科特·加拉切（英語：Scott Gallacher；1989年7月15日—）是一位蘇格蘭足球運動員。在場上的位置是守門員。他現在效力於蘇格蘭足球超級聯賽球隊哈茨足球俱樂部。他的職業生涯開始於格拉斯哥流浪者足球俱樂部。他也代表蘇格蘭U21國家足球隊參賽。

## 外部連結
- Scott Gallacher — 蘇格蘭足球協會